# Kowloon-Canton Railway
Pour les articles homonymes, voir KCR.

Logo du K.C.R.

Le Kowloon-Canton Railway (chinois : 九廣鐵路), fréquemment abrégé par l'acronyme KCR, est un réseau ferré de Hong Kong. La première section ouvrit en 1910. Le réseau s'est depuis agrandi à quatre lignes et 32 stations. La Kowloon-Canton Railway Corporation, détenue complètement par le gouvernement de Hong Kong, est propriétaire du réseau et était responsable de ses opérations jusqu'à la fusion du réseau avec celui de MTR.
Les réseaux MTR et Kowloon-Canton Railway ont fusionné le 2 décembre 2007. Depuis, le réseau KCR est exploité par la MTR Corporation en tant que partie du réseau MTR.

## Histoire
Comme son nom l'indique, la compagnie KCR exploitait à l'origine de la liaison Kowloon-Guangzhou (ou Canton). Elle partait de Tsim Sha Tsui jusqu'à la périphérie de Canton. On peut d'ailleurs toujours voir la tour de l'ancienne gare du KCR et son horloge à Tsim Sha Tsui.
Mais en 1949 et à la suite de la prise de pouvoir des communistes en Chine, la liaison fut coupée à la frontière, chaque partie continuant à exploiter son tronçon : la partie de Hong Kong correspondait à la ligne Est du réseau KCR avant la fusion (alors appelée la section britannique du KCR jusqu'en 1996) , et la partie chinoise correspond à la liaison Shenzhen-Guangzhou. Les trains franchissent à nouveau la frontière depuis 1979.
Le Réseau Ouest du KCR (chinois traditionnel : 九廣西鐵 ; anglais : KCR West Rail) est mis en service le 20 décembre 2003. La station East Tsim  Sha Tsui est ouverte le 24 octobre 2004 comme le nouveau terminus du sud du Réseau Est du KCR. (Dès le 16 août 2009, cette station fait partie de la Ligne du Réseau Ouest prolongée, mais ne fait plus partie de la Ligne du Réseau Est.) Le Réseau Ma On Shan (chinois traditionnel : 馬鞍山鐵路 ; anglais : Ma On Shan Rail) est mis en service le 21 décembre 2004. La ligne secondaire de Lok Ma Chau (chinois traditionnel : 落馬洲支線 ; anglais : Lok Ma Chau Spur Line) du Réseau Est du KCR est mise en service le 15 août 2007 avec la station Lok Ma Chau et un nouveau poste-frontière entre Hong Kong et Shenzhen.
Les lignes KCR East Rail, KCR West Rail, Ma On Shan Rail et KCR Light Rail ont été renommées respectivement East Rail Line, West Rail Line, Ma On Shan Line et Light Rail lors de la fusion avec MTR. La station Mong Kok du Réseau Est du KCR a aussi été renommée Mong Kok East pour la distinguer de la station du MTR du même nom.